# Mayhem (musikalbum av Lady Gaga)
Mayhem är ett studioalbum av den amerikanska sångerskan och låtskrivaren Lady Gaga. Det gavs ut den 7 mars 2025 genom skivbolaget Interscope Records. Under skapandet av albumet samarbetade Gaga med musikproducenter som Andrew Watt, Cirkut och Gesaffelstein. Detta resulterade i ett album med en blandning av genrer, främst synth-pop, med industriella dansinfluenser och inslag av elektro, disco, funk, industriell pop, rock och poprock. Albumets teman rör kärlek, kaos, berömmelse, identitet och begär, med hjälp av metaforer om transformation, dualitet och överflöd. Albumet spelades in i Rick Rubins studio Shangri-La, i Malibu, Kalifornien.
Mayhem föregicks av släppet av två singlar. Albumets ledande singel "Disease" släpptes den 25 oktober 2024, och följdes av "Abracadabra" som släpptes den 3 februari 2025 och nådde nummer fem på Billboard Global 200 och nummer tretton på US Billboard Hot 100. På albumet finns också den Grammisvinnande singeln" Die with a Smile", en duett med Bruno Mars. Mayhem toppade albumlistorna i över 20 länder, och nådde topp tio i Danmark, Frankrike, Island, Litauen, Nederländerna och Sverige.
Mayhem blev kritikerrosad recensenter ansåg att Gaga på ett snyggt sätt återgått till sina poprötter, och liknade albumet med hennes debutalbum The Fame (2008). Recensenterna lyfte också fram produktionen, stilistisk mångfald, albumsammanhållning och uppmärksammande inspirationen från artister som David Bowie, Madonna, Michael Jackson, Prince, Radiohead, Nine Inch Nails och Siouxsie and the Banshees. Albumet blev Gagas högst rankade release på Metacritic. Gaga kommer att marknadsföra albumet 2025 med en serie reklamkonserter, inklusive ett huvuduppträdande på musikfestivalen Coachella, och en åttonde världsturné, the Mayhem Ball.

## Bakgrund
2022 gjorde Gaga världsturnén Chromatica Ball baserat på hennes då nysläppta album Chromatica, och började samtidigt arbeta på nytt material. Under flera månader innan albumets tillkännagivande delade Gaga bilder på sig själv i en inspelningsstudio på sociala medier. I mars 2024 talade Gaga offentligt om projektet för första gången och sa i en intervju att hon skrev "några av de bästa låtarna jag kan minnas."
I maj samma år släppte hon konsertfilmen Gaga Chromatica Ball, som avslutades med ett kort stycke av Lady Gagas nya musik. Hennes fästman Michael Polansky påpekade att hon skulle skapa ett nytt popalbum och "luta sig åt glädjen av det". Gaga sa att det kommande albumet gjordes "från en plats av lycka". I mitten av 2024 började Gaga släppa ytterligare teasers för sitt nya projekt, och i juli överraskade hon sina fans genom att spela utdrag av två outgivna låtar efter hennes framträdande vid öppningsceremonin för de olympiska sommarspelen 2024. I en intervju med Los Angeles Times i december 2024 meddelade Gaga att hennes succéduett med Bruno Mars, "Die with a Smile", skulle vara en del av albumet.

## Utveckling
Inspirationen för albumet härrör från en period med djup introspektion och personliga utmaningar. Gaga, Andrew Watt och fästmön Polansky är listade som de exekutiva producenterna av Mayhem. Gaga har beskrivit albumet som "en resa genom en mängd genrer" som speglar hennes olika livserfarenheter och musikaliska influenser. I en intervju med Rolling Stone den 10 december 2024 beskrev Gaga projektet som ett eklektiskt verk som slår samman känslor, genrer och stilar, och är ett resultat av hennes kärlek till musik.
Angående hennes inspiration sa Gaga: "resan började då jag stod inför min rädsla att återvända till popmusiken som mina tidigaste fans älskade", och jämförde den kreativa processen ytterligare med att "bygga ihop en krossad spegel: även om man inte bygger ihop bitarna perfekt blir det ändå något vackert på ett nytt sätt." 
Den franska DJ:n och skivproducenten Gesaffelstein samarbetade på albumet. Albumet spelades in i Rick Rubins studio Shangri-La, i Malibu, Kalifornien, där Gaga även spelade in albumet Joanne (2016) och soundtracket till filmen A Star Is Born (2018). Ytterligare inspelningssessioner ägde rum i The Village Studios i West Los Angeles, Henson Recording Studios i Hollywood och Shampoo Press & Curl Studios. Alla spår mixades i MixStar Studios i Virginia Beach och mastrades på Sterling Sound i Edgewater, New Jersey.

## Låtlista
| 1.           | Disease                           |                                | 3:49  |
| 2.           | Abracadabra                       |                                | 3:43  |
| 3.           | Garden of Eden                    | Gaga Gesaffelstein Watt Cirkut | 3:59  |
| 4.           | Perfect Celebrity                 |                                | 3:49  |
| 5.           | Vanish into You                   |                                | 4:04  |
| 6.           | Killah (med Gesaffelstein)        | Gaga Gesaffelstein Watt Cirkut | 3:30  |
| 7.           | Zombieboy                         |                                | 3:33  |
| 8.           | LoveDrug                          |                                | 3:13  |
| 9.           | How Bad Do U Want Me              |                                | 3:58  |
| 10.          | Don't Call Tonight                |                                | 3:45  |
| 11.          | Shadow of a Man                   |                                | 3:19  |
| 12.          | The Beast                         |                                | 3:54  |
| 13.          | Blade of Grass                    | Gaga Watt Gesaffelstein        | 4:17  |
| 14.          | Die with a Smile (med Bruno Mars) | Mars D'Mile Gaga Watt          | 4:11  |
| Total längd: | Total längd:                      | Total längd:                   | 53:04 |